# HD 163318
HD 163318，又名CD-2813878，SAO 185975、HR 6680，是一颗恒星，视星等为5.8，位于銀經1.99，銀緯-1.65，其B1900.0坐标为赤經17h 50m 23s，赤緯-28° -1.65′ 57″。